# Erica cristiflora
Erica cristiflora är en ljungväxtart som beskrevs av Richard Anthony Salisbury. Erica cristiflora ingår i släktet klockljungssläktet, och familjen ljungväxter.

## Underarter
Arten delas in i följande underarter:
- E. c. blanda
- E. c. moschata